# Тука (Естонія)
Ту́ка (ест. Tuka küla) — село в Естонії, у волості Ляене-Ніґула повіту Ляенемаа.

## Населення
Чисельність населення на 31 грудня 2011 року становила 4 особи.

## Географія
Населений пункт межує з селами Керавере, Оонґа та Лійвакюла.

## Історія
З 1998 року село відновлено як окремий населений пункт.
До 21 жовтня 2017 року село входило до складу волості Мартна.